# Dịch vụ mạng xã hội
Dịch vụ mạng xã hội (tiếng Anh: social networking service – SNS) là dịch vụ nối kết các thành viên cùng sở thích trên Internet lại với nhau với nhiều mục đích khác nhau không phân biệt không gian và thời gian. Những người tham gia vào dịch vụ mạng xã hội được gọi là cư dân mạng.
Dịch vụ mạng xã hội có những tính năng như chat, e-mail, phim ảnh, voice chat, chia sẻ file, blog và xã luận. Mạng đổi mới hoàn toàn cách cư dân mạng liên kết với nhau và trở thành một phần tất yếu của mỗi ngày cho hàng trăm triệu thành viên khắp thế giới. Các dịch vụ này có nhiều phương cách để các thành viên tìm kiếm bạn bè, đối tác: dựa theo group (ví dụ như tên trường hoặc tên thành phố), dựa trên thông tin cá nhân (như địa chỉ e-mail hoặc screen name), hoặc dựa trên sở thích cá nhân (như thể thao, phim ảnh, sách báo, hoặc ca nhạc), lĩnh vực quan tâm (kinh doanh, mua bán).
Các cộng đồng mạng (tiếng Anh: online community) cũng được các lập trình viên và người dùng coi như dịch vụ mạng xã hội, mặc dù theo nghĩa rộng, SNS thường cung cấp dịch vụ tập trung vào cá nhân trong khi cộng đồng trực tuyến tập trung vào nhóm. Các trang web mạng xã hội được định nghĩa là "các trang web tạo điều kiện cho việc xây dựng một mạng lưới liên hệ để trao đổi các loại nội dung trực tuyến". Các trang web này cung cấp một không gian để tương tác liên tục vượt xa tương tác trực tiếp. Các tương tác qua trung gian máy tính này liên kết các thành viên từ các mạng lưới khác nhau, giúp duy trì và phát triển các mối quan hệ xã hội và trong công việc. Các trang web này cho phép mọi người từ khắp thành phố trên toàn thế giới kết nối với nhau. Tùy thuộc vào nền tảng phương tiện truyền thông mạng xã hội mà các thành viên có thể liên hệ với tất cả thành viên trong mạng lưới.
Dịch vụ mạng xã hội được phân thành bốn loại:
- các dịch vụ mạng xã hội giao lưu được sử dụng chủ yếu để giao lưu với bạn bè hiện tại (ví dụ: Facebook)
- mạng xã hội trực tuyến là mạng máy tính phân tán, nơi người dùng giao tiếp với nhau thông qua các dịch vụ internet.
- dịch vụ mạng xã hội được sử dụng chủ yếu trong việc giao tiếp phi xã hội giữa các cá nhân (ví dụ: LinkedIn, một trang web định hướng nghề nghiệp và việc làm)
- các dịch vụ mạng xã hội điều hướng được sử dụng chủ yếu để giúp người dùng tìm thông tin hoặc tài nguyên cụ thể (ví dụ: Goodreads)

Hiện nay thế giới có hàng trăm dịch vụ mạng xã hội khác nhau, với MySpace và Facebook nổi tiếng nhất trong thị trường Bắc Mỹ và Tây Âu; Orkut và Hi5 tại Nam Mỹ; Friendster tại châu Á và các đảo quốc Thái Bình Dương. Dịch vụ mạng xã hội khác gặt hái được thành công đáng kể theo vùng miền như Bebo tại Anh Quốc, CyWorld tại Hàn Quốc, Mixi tại Nhật Bản và tại Việt Nam xuất hiện rất nhiều các dịch vụ mạng xã hội như: Zing Me, YuMe, Tamtay...

## Lịch sử
| Độ bao phủ của các dịch vụ mạng xã hội trên thế giới Facebook Twitter VKontakte QZone Instagram Pixnet Facenama no data |

Dịch vụ mạng xã hội xuất hiện lần đầu tiên năm 1995 với sự ra đời của trang Classmate với mục đích kết nối bạn học, tiếp theo là sự xuất hiện của SixDegrees vào năm 1997 với mục đích giao lưu kết bạn dựa theo sở thích. Các cộng đồng đầu tiên này tập trung vào việc kết nối mọi người để tương tác với nhau thông qua các phòng trò chuyện và khuyến khích người dùng chia sẻ thông tin và ý tưởng cá nhân thông qua các trang web cá nhân bằng cách cung cấp các công cụ đăng bài dễ sử dụng và không gian web miễn phí hoặc không tốn kém.
Vào cuối những năm 1990, hồ sơ người dùng đã trở thành một tính năng trọng tâm của các trang mạng xã hội, cho phép người dùng tạo danh sách "bạn bè" và tìm kiếm những người dùng khác có cùng sở thích. Các hình thức mạng xã hội mới được phát triển vào cuối những năm 1990 và nhiều trang web bắt đầu phát triển các tính năng nâng cao hơn để người dùng có thể tìm và quản lý danh sách bạn bè. Open Diary, một cộng đồng dành cho những người viết nhật ký trực tuyến, đã phát minh ra tính năng hai tính năng quan trọng của các mạng xã hội đối với sự tương tác của người dùng: nội dung chỉ dành riêng cho bạn bè xem và bình luận của độc giả.
Năm 2002, Friendster trở thành một trào lưu mới tại Hoa Kỳ với hàng triệu thành viên ghi danh. Tuy nhiên sự phát triển quá nhanh này cũng là con dao hai lưỡi: server của Friendster thường bị quá tải mỗi ngày, gây bất bình cho rất nhiều thành viên.
Năm 2004, MySpace ra đời với các tính năng như phim ảnh (embedded video) và nhanh chóng thu hút hàng chục ngàn thành viên mới mỗi ngày, các thành viên cũ của Friendster cũng lũ lượt chuyển qua MySpace và trong vòng một năm, MySpace trở thành mạng xã hội đầu tiên có nhiều lượt xem hơn cả Google và được tập đoàn News Corporation mua lại với giá 580 triệu USD.
Năm 2006, sự ra đời của Facebook đánh dấu bước ngoặt mới cho hệ thống mạng xã hội trực tuyến với nền tảng lập trình "Facebook Platform" cho phép thành viên tạo ra những công cụ (apps) mới cho cá nhân mình cũng như các thành viên khác dùng. Facebook Platform nhanh chóng gặt hái được thành công vượt bậc, mang lại hàng trăm tính năng mới cho Facebook và đóng góp không nhỏ cho con số trung bình 19 phút mà các thành viên bỏ ra trên trang này mỗi ngày.

## Định nghĩa
Sự đa dạng và phát triển của các dịch vụ mạng xã hội độc lập và tích hợp trong không gian trực tuyến đưa ra một thách thức về định nghĩa; tuy nhiên, có bốn điểm tương đồng cho các dịch vụ mạng xã hội hiện tại:
(1) dịch vụ mạng xã hội là các ứng dụng tương tác dựa trên nền tảng Internet Web 2.0.
(2) nội dung do người dùng tạo (User-generated content – UGC hoặc user-created content UCC), chẳng hạn như ảnh kỹ thuật số do người dùng đăng lên, các bài đăng, "gắn thẻ", bình luận trực tuyến được xem là huyết mạch của SNS.
(3) người dùng tạo hồ sơ cho các trang web hoặc ứng dụng được thiết kế và duy trì bởi tổ chức SNS.
(4) các dịch vụ mạng xã hội tạo điều kiện cho sự phát triển của các mạng xã hội trực tuyến bằng cách kết nối hồ sơ của người dùng với các cá nhân hoặc nhóm khác.

## Cấu thành
- Nút (node): Là một thực thể trong mạng. Thực thể này có thể là một cá nhân, một doanh nghiệp hoặc một tổ chức bất kỳ nào đó
- Liên kết (tie): là mối quan hệ giữa các thực thể đó. Trong mạng có thể có nhiều kiểu liên kết. Ở dạng đơn giản nhất, mạng xã hội là một đơn đồ thị vô hướng các mối liên kết phù hợp giữa các nút. Ta có thể biểu diễn mạng liên kết này bằng một biểu đồ mà các nút được biểu diễn bởi các điểm còn các liên kết được biểu diễn bởi các đoạn thẳng.

## Mục tiêu
- Tạo ra một hệ thống trên nền Internet cho phép người dùng giao lưu và chia sẻ thông tin một cách có hiệu quả, vượt ra ngoài những giới hạn về địa lý và thời gian.
- Xây dựng lên một mẫu định danh trực tuyến nhằm phục vụ những yêu cầu công cộng chung và những giá trị của cộng đồng.

## Đặc điểm

### Danh tính trực tuyến
Dịch vụ mạng xã hội tạo điều kiện cho sự phát triển của một danh tính trực tuyến đại diện cho người dùng. Danh tính này được kiểm soát và phát triển bởi chính người dùng dựa trên các cấu trúc, tính năng có sẵn của dịch vụ. Danh tính trực tuyến luôn là hình ảnh phản chiếu của người dùng và có thể ít nhiều có sự tương ứng với danh tính thực của người dùng.

### Xây dựng mạng lưới xã hội
Dịch vụ mạng xã hội cung cấp các công cụ và cơ hội để xây dựng mạng lưới xã hội cho người dùng. Nó tạo điều kiện cho người dùng tìm kiếm, gặp gỡ hoặc giới thiệu lẫn nhau với người dùng khác và nhóm họ lại xung quanh các chủ đề và sở thích chung. Người dùng từ đó xây dựng các mạng lưới bạn bè, đồng nghiệp, người quen, những người có sở thích chung, gia đình, v.v. đan xen và liên kết lẫn nhau. Các mạng lưới trực tuyến có thể độc lập, nhưng chúng thường chồng chéo và tương tác đáng kể với mạng lưới ngoại tuyến (offline) của người dùng. Dịch vụ mạng xã hội phụ thuộc quan trọng vào việc đạt được một khối lượng người dùng đủ lớn để có thể xây dựng được một mạng lưới xã hội có ý nghĩa.

### Duy trì mạng lưới xã hội
Dịch vụ mạng xã hội cung cấp các tính năng để duy trì bền vững mạng lưới xã hội cho người dùng theo thời gian và không bị ảnh hưởng bởi những thay đổi trong danh tính trực tuyến của chính họ hoặc của người dùng khác. Dịch vụ duy trì sự kết nối giữa những người trong cùng mạng lưới bất kể những thay đổi trong hoàn cảnh thực tế hoặc trực tuyến của họ.

### Tương tác trong mạng xã hội
Dịch vụ cung cấp các cách để người dùng có thể tương tác thông qua giao tiếp trực tiếp, chia sẻ hoạt động, trò chơi trực tuyến hoặc trao đổi các vật phẩm ảo. Môi trường ảo giảm thiểu một số khó khăn liên quan đến tương tác vật lý, chẳng hạn như tách biệt về địa lý, thời gian hoặc tính di động.

### Nội dung do người dùng tạo
Người dùng không chỉ chịu trách nhiệm kiểm soát danh tính trực tuyến của riêng họ mà còn có cơ hội cung cấp nội dung ảo và các vật thể kỹ thuật số. Chúng có thể bao gồm văn bản, hình ảnh hoặc video, clip nhạc, vật thể ảo ba chiều hoặc các chương trình phần mềm và ứng dụng. Những nội dung này không chỉ quan trọng đối với danh tính trực tuyến của người dùng mà còn được trao đổi như một thành phần chính của tương tác trong mạng xã hội.

### Mạng xã hội tự quản lý
Các chuẩn mực xã hội có thể quan sát được, các quy ước xã hội, các quy tắc ứng xử không chính thức và (đôi khi) cả các quy tắc và quy định chính thức đều được thể hiện trên mạng xã hội. Các cấu trúc quản trị được thực thi một phần bởi các nhà cung cấp dịch vụ, một phần được áp đặt trực tiếp vào các chức năng của dịch vụ (những nội dung, thành phần gì được phép hoặc không được phép), nhưng chủ yếu được tái hiện lại bởi chính các hành vi giao tiếp, hoạt động trực tuyến của các thành viên trong mạng xã hội.

## Các loại hình SNS

### SNS xây dựng hồ sơ người dùng
Các dịch vụ xây dựng hồ sơ chủ yếu được hình thành xoay quanh các trang hồ sơ của người dùng – bao gồm thông tin cá nhân về một người dùng như hình ảnh, sở thích, lượt thích và không thích của họ. Các dịch vụ kết nối mạng xã hội này cung cấp một không gian hoặc một trang phản ánh thực thể hoặc hình ảnh trực tuyến của thành viên. Bebo, Facebook và MySpace đều là những ví dụ điển hình cho dịch vụ này. Thành viên có thể thiết kế và tùy chỉnh các trang của họ và có trách nhiệm đóng góp ý kiến hoặc đề xuất cho các trang khác. Loại hình này là phổ biến nhất trong thời đại ngày nay vì nó cung cấp cho một thực thể trực tuyến và phản ánh hình ảnh trực tuyến của các thành viên nhằm thu hút người dùng và tương tác với những người khác như bạn bè.

### SNS xây dựng nội dung
Trong các dịch vụ này, hồ sơ của người dùng vẫn là một cách quan trọng để tổ chức các kết nối nhưng đóng vai trò thứ yếu trong việc đăng nội dung. Trang web chia sẻ ảnh Flickr là một ví dụ về loại dịch vụ này, nơi mà các hội nhóm và những bình luận xoay quanh hình ảnh. Thành viên trên các trang này có thể tải lên hình ảnh để chia sẻ ảnh và có thể bình luận về ảnh. Ở đây hồ sơ người dùng chỉ là một tài khoản của người dùng và do đó đóng vai trò thứ yếu trong SNS xây dựng nội dung. Một mạng xây dựng nội dung khác là YouTube được thiết kế để chia sẻ video. YouTube cung cấp một không gian web nơi người dùng tải lên video của họ và chia sẻ nó. Trong dịch vụ này, hồ sơ chỉ là một tài khoản và đóng một vai trò không quan trọng.

### Môi trường ảo nhiều người dùng
Các trang web môi trường ảo trực tuyến như Second Life  và World of Warcraft cho phép người dùng tương tác với nhau thông qua một hình ảnh đại diện ảo. Người dùng có thể tùy chỉnh, xây dựng và kiểm soát hồ sơ chức năng của mình. Danh sách bạn bè thường được giữ ở chế độ riêng tư và không được chia sẻ hoặc hiển thị công khai.

### SNS trên điện thoại di động
Nhiều trang mạng xã hội, ví dụ Facebook và Twitter, cung cấp các phiên bản trên  điện thoại di động, cho phép các thành viên tương tác với bạn bè thông qua điện thoại của họ. Ngày càng có nhiều cộng đồng được phát triển thêm trên nền tảng di động hoặc chỉ có trên điện thoại di động, cho phép tạo dựng hồ sơ và chia sẻ giống với các dịch vụ mạng xã hội trên Web.

### Micro-blog
Micro-blog được cung cấp bởi một số dịch vụ bao gồm Twitter, Jaiku. Các nền tảng này cung cấp một hình thức giao tiếp nhẹ nhàng, dễ dàng, cho phép người dùng chia sẻ thông tin về cuộc sống, hoạt động, ý kiến và trạng thái của họ.
Các chủ đề được khá đa dạng, từ các câu chuyện, tin tức đến các hoạt động thường ngày, các sự kiện hiện tại và các mối quan tâm khác. Các công cụ của blog tạo điều kiện dễ dàng chia sẻ thông điệp, trạng thái công khai hoặc chỉ cho phép hiển thị cho một nhóm người trong vòng liên hệ [14]. Người dùng sử dụng mirco-blog như một công cụ để chia sẻ kinh nghiệm, ý kiến và bình luận hàng ngày.

### Social search
Một công cụ tìm kiếm xã hội có thể được coi là một công cụ tìm kiếm cung cấp câu trả lời cho một câu hỏi từ một câu trả lời khác bằng cách xác định một người trong câu trả lời. Điều đó có thể xảy ra bằng cách truy xuất một truy vấn do người dùng gửi và xác định xem truy vấn đó có liên quan đến câu hỏi hay không; và cung cấp câu trả lời, bao gồm đường link dẫn đến nguồn thông tin, như một phần của kết quả tìm kiếm đáp ứng với truy vấn.
Rất ít công cụ tìm kiếm xã hội phụ thuộc duy nhất vào cộng đồng trực tuyến. Tùy thuộc vào bộ tính năng của một công cụ tìm kiếm cụ thể, những kết quả sau đó có thể được lưu và thêm vào kết quả tìm kiếm của cộng đồng, cải thiện mức độ liên quan của kết quả cho các tìm kiếm trong tương lai của từ khóa đó. Các công cụ tìm kiếm xã hội được coi là một phần của Web 2.0 vì chúng sử dụng tính năng lọc của các cộng đồng trực tuyến để nâng cao các nội dung đặc biệt thú vị hoặc có liên quan bằng cách sử dụng tính năng gắn thẻ. Các thẻ mô tả này được nhúng trong các trang Web, về mặt lý thuyết cải thiện kết quả tìm kiếm cho các từ khóa cụ thể theo thời gian. Một người dùng thường sẽ thấy các thẻ được đề xuất cho một cụm từ tìm kiếm cụ thể.

## Các hoạt động trên SNS
Có thể đơn giản hóa SNS là một công cụ được sử dụng để giữ cho các cá nhân được kết nối. Tuy nhiên, các trang web khác nhau phục vụ các vai trò khác nhau phù hợp với các trường hợp khác nhau để cải thiện khả năng truy cập Internet.

### Kết nối mạng cá nhân
Facebook và Twitter đã được phân loại là các công cụ mạng xã hội thể hiện phong cách sống, nơi người dùng chủ động tải ảnh lên, cập nhật sở thích và nhận xét về các hoạt động khác của người dùng khác. Tương tự, các trang web như LinkedIn nhắm đến các chuyên gia làm việc và giúp tìm kiếm việc làm và kết nối với các đồng nghiệp thuận tiện hơn.

### Tạo và tùy chỉnh hồ sơ
Có nhiều loại hồ sơ khác nhau, mặc dù chúng thường là một trang web do người dùng thiết kế được hỗ trợ bởi một loạt các công cụ. Các trang hồ sơ không chỉ là danh sách các thông tin – chúng cho phép người dùng phát triển và thể hiện hình ảnh của chính họ với thế giới cũng như thiết lập và bảo vệ danh tính trực tuyến của họ. Mục hiển thị sở thích (ví dụ như âm nhạc, sách, phim yêu thích) cho phép các thành viên chia sẻ thông tin về bản thân họ. Hầu hết các trang web cũng cho phép các thành viên tùy chỉnh giao diện trang của họ ở nhiều mức độ – thông qua các mẫu hoặc nội dung trang có sẵn, bao gồm video, widget, âm nhạc và hình ảnh.

### Marketing và quảng cáo
Bởi vì các mạng xã hội có một lượng lớn người dùng nên chúng có thể được sử dụng một hình thức tiếp cận thị trường mới.
Các trang web mạng xã hội có thể được sử dụng bởi các doanh nghiệp, bởi các thương hiệu, bởi các nhạc sĩ và tất cả các tổ chức khác. Các công ty đang mong muốn mở rộng phạm vi tiếp cận của họ sang SNS để thu thập thông tin nhân khẩu học và cải thiện các chiến thuật tiếp thị. Một cách mà các tập đoàn tiếp cận với người dùng là thông qua quảng cáo bán hàng. Quảng cáo được thấy trên các trang web như Facebook và Twitter, hai trang web thống trị hơn 70% doanh số quảng cáo SNS, được tùy chỉnh theo sở thích của người dùng.
Ngoài ra, các khoản đầu tư trong tương lai của các trang dịch vụ kết nối mạng xã hội này có thể tạo điều kiện cho việc giới thiệu các dịch vụ tính phí, tức là quảng cáo trả tiền xuất hiện ngẫu nhiên hoặc theo chủ đề nhóm hoặc tương ứng như một yêu cầu cụ thể của người dùng. SNS đã cung cấp thông tin miễn phí (nhân khẩu học, mức độ phổ biến của các nhóm hoặc cộng đồng khác nhau) và có giá trị cho các chuyên gia tiếp thị về những gì khách hàng của họ cần, mối quan tâm của họ, v.v. Một số công ty thậm chí đầu tư vào phát triển phần mềm để theo dõi và phân tích bối cảnh khi mà khách hàng đăng tải nội dung trên các trang mạng xã hội. Mục đích của các hoạt động này là sử dụng dữ liệu và thông tin này cho quảng cáo được nhắm mục tiêu.

### Mạng xã hội cấp công ty
Một hình thức đang ngày càng phổ biến là mạng xã hội cấp công ty. Đây là nơi các nhân viên có thể hình thành mối quan hệ với các nhân viên khác trong doanh nghiệp hoặc với những người khác trong ngành. SNS cho phép người dùng học hỏi từ những người có cái nhìn đa chiều và tiếp xúc với nhiều quan điểm. Cuối cùng, sự tiếp xúc này có thể giúp nhân viên và các nhà tuyển dụng học cách nhìn mọi thứ từ các góc độ khác nhau và khoan dung hơn với những ý kiến khác của người khác. Một số công ty đã sử dụng các mạng xã hội nội bộ để tổng hợp kiến thức và các kỹ năng cho nhân viên. Sử dụng mô hình này, nhân viên có thể nhanh chóng khai thác chuyên môn tổ chức khi cần thiết.

## Tác động

### Tác động đến xã hội
Theo lý thuyết truyền thông về việc sử dụng và sự hài lòng, ngày càng có nhiều cá nhân tìm đến Internet và mạng xã hội để đáp ứng các nhu cầu về nhận thức, tình cảm, hòa nhập xã hội. Công nghệ Internet không chỉ đáp ứng nhu cầu cho người dùng, ngược lại nó cũng ảnh hưởng đến các khía cạnh trong cuộc sống hàng ngày, bao gồm các mối quan hệ, học tập, làm việc, giải trí và gia đình. Các công ty đang sử dụng mạng xã hội như một cách để tìm hiểu về tính cách và hành vi của những nhân viên tiềm năng. Đã xuất hiện nhiều tình huống mà một ứng cử viên có thể sẽ được tuyển dụng cuối cùng đã bị từ chối do những bức ảnh không đứng đắn hoặc bình luận mang tính công kích được đăng lên trang mạng xã hội của họ.
Facebook và các công cụ mạng xã hội khác đang ngày càng trở thành mục tiêu của nghiên cứu học thuật. Các học giả trong nhiều lĩnh vực đã bắt đầu điều tra tác động của các trang mạng xã hội, điều tra các trang web đó liên hệ thế nào với các vấn đề về danh tính, quyền riêng tư, vốn xã hội, văn hóa thanh thiếu niên và giáo dục. Theo một nghiên cứu vào năm 2015, 63% người dùng Facebook hoặc Twitter ở Mỹ coi các mạng này là nguồn tin tức chính của họ, trong đó tin tức giải trí được xem nhiều nhất. Trong thời điểm tin tức nóng hổi, người dùng Twitter có xu hướng theo dõi và đào sâu vào câu chuyện nhất. Trong một số trường hợp khi tin tức mang tính chính trị hơn, người dùng có thể nói lên ý kiến của mình về mẩu tin được đính liên kết trên Facebook bằng một bình luận hoặc lượt thích, trong khi người dùng Twitter sẽ chỉ theo dõi feed của các trang tin tức hoặc retweet bài viết.
Một nghiên cứu năm 2015 cho thấy 85% người từ 18 đến 34 tuổi sử dụng các trang mạng xã hội để ra quyết định mua hàng. Trong khi hơn 65% người ở độ tuổi 55 trở lên chỉ tin tưởng vào tiếp thị truyền miệng (Word-of-mouth – WOM). Một số trang web đang bắt đầu khai thác sức mạnh của mô hình mạng xã hội cho hoạt động quảng bá, giới thiệu sản phẩm. Các dịch vụ mạng xã hội như vậy cung cấp cho các ngành công nghiệp và các tổ chức nhỏ phương tiện để tiếp cận và kết nối với tệp người quan tâm và khách hàng tiềm năng lớn là người dùng của mạng xã hội.
Các nghiên cứu đã chỉ ra rằng cách mà một người sử dụng mạng xã hội có thể thay đổi cảm giác cô đơn của họ theo cách tiêu cực hoặc tích cực. Một số công ty có nhân viên phải thường xuyên di chuyển đã khuyến khích nhân viên của họ sử dụng mạng xã hội để kết nối với nhau. Các giảng viên đang sử dụng mạng xã hội để duy trì kết nối với sinh viên của họ trong khi các cá nhân sử dụng nó để duy trì kết nối với các mối quan hệ thân thiết. Mỗi người dùng mạng xã hội có thể xây dựng một cộng đồng xoay quanh một danh tính cá nhân trực tuyến mà họ đã tạo nên.
Theo một bài báo gần đây từ Computers in Human Behavior, Facebook đã được chứng minh là có tác động dẫn đến vấn đề so sánh xã hội. Người dùng có thể chọn những bức ảnh và cập nhật trạng thái  để đăng, cho phép họ tự miêu tả cuộc sống của mình theo cách mà họ muốn được người khác tung hô. Những cập nhật hình ảnh và trạng thái này có thể khiến những người dùng khác cảm thấy cuộc sống của họ thua kém hơn khi so sánh. Người dùng đặc biệt có xu hướng so sánh mình với những người dùng khác có những đặc điểm hoặc lối sống tương tự. Động cơ cho sự so sánh này có thể có liên hệ với các mục tiêu hoàn thiện bản thân hoặc tự khiến bản thân cảm thấy vượt trội so với người khác. Tuy nhiên, một nghiên cứu của Harvard Business Review cho thấy những mục tiêu này thường dẫn đến những hậu quả tiêu cực, vì việc sử dụng Facebook đã được chứng minh là có liên kết với mức độ hạnh phúc thấp hơn và sự suy giảm sức khỏe tâm thần.

### Tác động đến kinh doanh và marketing
Việc người tiêu dùng và các công ty chấp nhận và sử dụng SNS đã tăng lên đáng kể trong những năm vừa qua. SNS cung cấp cho mọi người những cách mới để xây dựng và duy trì mạng lưới quan hệ xã hội, chia sẻ thông tin, tạo và chỉnh sửa nội dung, tham gia các hoạt động xã hội trực tuyến. Họ cũng cho phép định vị các cá nhân có chung nền tảng lý lịch và sở thích dựa trên các đặc điểm được công bố trong hồ sơ cá nhân. SNS đã góp phần tăng số lượng liên hệ được duy trì bởi các cá nhân, cũng như tạo điều kiện cho việc tăng cường liên kết giữa họ. Bên cạnh các hiệu ứng xã hội, SNS đã cho phép các cá nhân xây dựng vị thế vững chắc trước các doanh nghiệp. Xu hướng trao quyền cho khách hàng này có nguồn gốc từ việc truy cập vào các nguồn thông tin và khả năng tham gia vào các quy trình thương mại ngày càng ngày càng tăng của khách hàng. Sự tham gia của người dùng đã ảnh hưởng sâu rộng đến thương mại: Người tiêu dùng tạo ra ảnh hưởng lớn và ngày càng tăng đối với các sản phẩm được các doanh nghiệp đưa ra và các chiến lược để bán chúng.
Có một sức mạnh liên kết mạnh mẽ giữa việc quản lý quy trình kinh doanh và dịch vụ mạng xã hội. Trong khi các quy trình kinh doanh cung cấp bối cảnh hợp tác, SNS hỗ trợ và tăng cường các hoạt động khác nhau cho việc ứng dụng quản lý quy trình kinh doanh. SNS cho phép tích hợp người dùng vào quản lý quy trình kinh doanh, kết hợp các dữ liệu đầu vào từ nhiều người khác nhau. Do đó, sự ra đời của SNS cung cấp nhiều cơ hội cho việc quản lý quy trình kinh doanh, chủ yếu là khi quy trình đòi hỏi mức độ giao tiếp và hợp tác cao giữa những nhân tố thực hiện.
Các nhà nghiên cứu quan tâm đến tiềm năng của SNS như một phần của chiến lược marketing và như một môi trường tương tác mới giữa người tiêu dùng và doanh nghiệp. Nhiều doanh nghiệp đã thử nghiệm thành công các cách khai thác tối ưu các môi trường này bằng cách thu thập nội dung do khách hàng tạo ra liên quan đến thương hiệu và sản phẩm của họ hoặc tạo SNS của riêng họ nơi khách hàng có thể tham gia và tương tác với công ty. Nhiều doanh nghiệp đã đầu tư nguồn lực marketing đáng kể vào SNS nơi khách hàng đang bày tỏ và truyền đạt ý tưởng, thị hiếu, sở thích, nỗi lo lắng, v.v. của họ.
Các doanh nghiệp hiện đang cố gắng tận dụng xu hướng này khi họ tìm kiếm các chiến lược và chiến thuật cụ thể để thu được giá trị từ nó. Các dịch vụ mạng xã hội cho phép các chuyên gia marketing, nhân viên bán hàng và trung tâm dịch vụ khách hàng có thể phát triển mối quan hệ có ý nghĩa với khách hàng theo những cách mới.

## Xu hướng
Sự phổ biến của mạng xã hội liên tục tăng, dẫn đến hành vi sử dụng công nghệ mới cho các dịch vụ mạng xã hội thường xuyên được chú ý. Ngày nay, với sự hiểu biết về công nghệ của dân số yêu cầu những giải pháp thuận tiện cho nhu cầu hàng ngày của họ. Dẫn đầu trong những xu hướng mới nổi trong dịch vụ mạng xã hội là khái niệm "Website thời gian thực" và "Dịch vụ dựa trên vị trí". Thời gian thực cho phép mọi người đóng góp nội dung, và nhận được thông tin ngay khi nội dung được đăng tải, khái niệm này tương tự như các chương trình phát thanh và truyền hình trực tiếp. Twitter là một trong những khuynh hướng cho các dịch vụ "thời gian thực", trong đó người dùng có thể đăng tải cho cả thế giới những gì họ đang làm hoặc những gì họ suy nghĩ trong giới hạn 140 ký tự. Facebook đã đi theo "Live feed"  nơi mà các hoạt động của người dùng của họ có thể truyền phát ngay khi nó xảy ra. Trong khi Twitter tập trung vào các ký tự, Clixtr, thì dịch vụ thời gian thực khác tập trung vào chia sẻ ảnh nhóm trong đó người dùng có thể cập nhật luồng ảnh của họ bằng ảnh trong một sự kiện. Tuy nhiên, Facebook vẫn là trang chia sẻ ảnh lớn nhất – Ứng dụng Facebook và công cụ tổng hợp ảnh Pixable ước tính rằng Facebook đã có 100 tỷ ảnh vào mùa hè 2012. Vào tháng 4 năm 2012, mạng truyền thông xã hội Pinterest đã trở thành mạng xã hội lớn thứ ba tại Hoa Kỳ.
Các công ty đã bắt đầu hợp nhất công nghệ vào các giải pháp kinh doanh, có thể kể đến như điện toán đám mây. Thay vì kết nối các cá nhân dựa trên lợi ích cộng đồng, các công ty đang phát triển các cộng đồng tương tác kết nối các cá nhân dựa trên nhu cầu hoặc chia sẻ kinh nghiệm kinh doanh chung. Nhiều người cung cấp các công cụ và ứng dụng mạng chuyên dụng có thể được truy cập thông qua trang web của họ, chẳng hạn như LinkedIn.
Một ứng dụng phổ biến cho công nghệ mới chính là mạng xã hội giữa các doanh nghiệp. Các công ty đã phát hiện ra rằng các trang web mạng xã hội như Facebook và Twitter là những cách tuyệt vời để xây dựng hình ảnh thương hiệu của họ. Theo Jody Nimetz, tác giả của Marketing Jive, có năm lợi ích cho doanh nghiệp khi sử dụng mạng truyền thông xã hội đó là: tạo nhận thức về thương hiệu, công cụ quản lý trực tuyến, tuyển dụng, tìm hiểu về các công nghệ và đối thủ cạnh tranh mới, tìm kiếm khách hàng tiềm năng. Các công ty này có thể hướng vào lưu lượng truy cập đến các trang web trực tuyến của riêng họ, đồng thời khuyến khích người tiêu dùng và khách hàng của họ thảo luận về cách cải thiện hoặc thay đổi sản phẩm hoặc dịch vụ.

### Giáo dục
Sự ra đời của các nền tảng mạng xã hội cũng có thể ảnh hưởng đến cách thức người học tham gia vào công nghệ nói chung. Trong nhiều năm, sự phân đôi của Prensky (2001) giữa Người bản địa Kỹ thuật số (Digital Natives) và Người nhập cư kỹ thuật số (Digital Immigrants)  đã được coi là một đại diện tương đối chính xác về sự dễ dàng của những người ở độ tuổi nhất định, đặc biệt là những người sinh ra trước và sau năm 1980. Tuy nhiên, lý thuyết của Prensky đã bị từ chối phần lớn, và không kém phần quan trọng về sự phổ biến đang phát triển của các trang mạng xã hội và các ẩn dụ khác như "Visitors" của White và Le Cornu và "Presidents" (2011) là sự thịnh hành lớn hơn. Sự ra đời của các nền tảng mạng xã hội cũng có thể ảnh hưởng đến cách thức người học tham gia vào công nghệ nói chung. Việc sử dụng dịch vụ mạng xã hội của các thư viện trường học cũng ngày càng phổ biến và chúng đang được sử dụng để liên lạc với những người dùng thư viện, cũng như mở rộng các dịch vụ được cung cấp bởi các thư viện trường học. Mạng xã hội và cách người học sử dụng chúng cũng là mối quan tâm của nhiều nhà nghiên cứu. Gần đây, các nghiên cứu đã chỉ ra rằng các dịch vụ mạng xã hội cung cấp nhiều cơ hội trong giáo dục chuyên nghiệp, giáo dục theo chương trình và học tập.
Theo Livingstone và Phanh (2010), "Các trang web mạng xã hội, giống như nhiều trang khác trên Internet, đại diện cho mục tiêu di chuyển của các nhà nghiên cứu và hoạch định chính sách."  Dự án Trung tâm nghiên cứu Pew, được gọi là Pew Internet, đã thực hiện một cuộc khảo sát trên toàn nước Mỹ tại Năm 2009 và tháng 2 năm 2010 đã xuất bản rằng 47% người Mỹ trưởng thành sử dụng trang web mạng xã hội. Một khảo sát tương tự cho thấy 73% thanh thiếu niên trực tuyến sử dụng SNS, tăng từ 65% năm 2008, 55% năm 2006. Các nghiên cứu gần đây đã chỉ ra rằng các dịch vụ mạng xã hội cung cấp cơ hội trong giáo dục chuyên nghiệp, giáo dục chương trình và học tập. Tuy nhiên, có những hạn chế trong lĩnh vực này. Các nghiên cứu, đặc biệt là ở châu Phi, đã tiết lộ rằng việc sử dụng mạng xã hội trong sinh viên đã được biết là ảnh hưởng tiêu cực đến cuộc sống học tập của họ. Điều này được củng cố bởi thực tế là việc sử dụng của họ tạo thành phiền nhiễu, cũng như các sinh viên có xu hướng đầu tư nhiều thời gian vào việc sử dụng các công nghệ như vậy.

#### Dùng cho mục đích chuyên môn
Sử dụng dịch vụ mạng xã hội dùng cho mục đích chuyên môn đề cập đến việc sử dụng một trang mạng để kết nối với các chuyên gia trong cùng một lĩnh vực mà họ quan tâm. Các dịch vụ mạng xã hội như LinkedIn, một trang mạng xã hội hướng đến các công ty và các chuyên gia trong ngành muốn tạo dựng các mối liên hệ kinh doanh mới hoặc giữ liên lạc với các đồng nghiệp, và các khách hàng trước đây. LinkedIn còn khuyến khích mọi người đưa tính cách của họ vào hồ sơ cá nhân để  làm cho nó trở nên cá nhân hoá hơn là một bản lý lịch. Bây giờ các trang mạng khác cũng đang được sử dụng theo cách này.

#### Việc làm
Sự gia tăng sử dụng mạng xã hội đang được thúc đẩy bởi các sinh viên đại học với mục đích kết nối với các chuyên gia trong lĩnh vực, doanh nghiệp để tìm kiếm các cơ hội thực tập và việc làm. LinkedIn cũng là một tài nguyên tuyệt vời. Nó giúp mọi người có thể dễ dàng kết nối với các công ty để tìm kiếm việc làm và họ cũng có thể kết nối với những người khác một cách chuyên nghiệp hơn.
Ngoài ra, các nhà tuyển dụng đã bị phát hiện sử dụng các trang mạng xã hội để sàng lọc các ứng cử viên của công ty mình.

#### Các ràng buộc
Trong quá khứ, các dịch vụ mạng xã hội được xem là một sự xao lãng và không mang lại lợi ích giáo dục. Ngăn chặn sử dụng mạng xã hội là một hình thức bảo vệ học sinh chống lãng phí thời gian, bắt nạt và xâm phạm quyền riêng tư. Trong môi trường giáo dục, chẳng hạn như Facebook được nhiều giáo viên và nhà giáo dục xem là một sự xao lãng, lãng phí thời gian đối với việc học, và không có gì lạ khi Facebook bị cấm trong các phòng máy tính ở trường trung học cơ sở hoặc trung học. Bắt nạt trên mạng (Cyberbullying)  đã trở thành một vấn đề quan tâm với các dịch vụ mạng xã hội. Theo khảo sát của UK Children Go Online về trẻ em từ 9 đến 19 tuổi, người ta thấy rằng một phần ba đã nhận được những bình luận bắt nạt trực tuyến. Để tránh vấn đề này, nhiều trường học đã chặn truy cập vào các dịch vụ mạng xã hội như Facebook, MySpace và Twitter trong môi trường trường học. Các dịch vụ mạng xã hội thường bao gồm rất nhiều thông tin cá nhân được đăng công khai và nhiều người tin rằng chia sẻ thông tin cá nhân là một cửa sổ để đánh cắp quyền riêng tư. Các trường học đã hành động để bảo vệ học sinh khỏi điều này. Người ta tin rằng việc để lộ các thông tin có thể nhận dạng và phương tiện liên lạc một các dễ trên các dịch vụ mạng xã hội sẽ mở ra cánh cửa cho những kẻ săn mồi tình dục, đe dọa trực tuyến và tấn công mạng. Tuy nhiên, ngược lại, 70% phương tiện truyền thông xã hội được sử dụng bởi thanh thiếu niên và 85% người trưởng thành tin rằng mọi người chủ yếu đối xử tốt với nhau trên các trang mạng xã hội.
Nghiên cứu gần đây cho thấy đã có một sự thay đổi trong việc ngăn chặn việc sử dụng các dịch vụ mạng xã hội. Trong nhiều trường hợp, điều ngược lại đang xảy ra khi tiềm năng của các dịch vụ mạng trực tuyến đang được hiện thực hóa. Có ý kiến cho rằng nếu các trường chặn dịch vụ mạng xã hội, họ sẽ ngăn học sinh học các kỹ năng họ cần. Cấm sử dụng mạng xã hội không phù hợp khi nó cung cấp trải nghiệm giáo dục tốt nhất cho sinh viên. Các trường học và học khu có thể tùy chọn sử dụng phương tiện truyền thông an toàn trong giáo dục cũng như kết hợp phương tiện kỹ thuật số vào trải nghiệm trong lớp học.

### Mô hình kinh doanh
Rất ít mạng xã hội tính phí thành viên sử dụng. Một phần, điều này có thể là do mạng xã hội là một dịch vụ tương đối mới và giá trị của việc sử dụng chúng chưa được thiết lập vững chắc trong tâm trí khách hàng. Các công ty như Myspace và Facebook bán quảng cáo trực tuyến trên trang của họ. Mô hình kinh doanh của họ dựa trên số lượng thành viên lớn và việc tính phí thành viên sử dụng sẽ phản tác dụng. Một số người tin rằng các thông tin chi tiết hơn mà các trang web có của mỗi người dùng sẽ cho phép quảng cáo được nhắm mục tiêu tốt hơn nhiều so với bất kỳ trang web nào hiện có thể cung cấp. Trong thời gian gần đây, Apple đã chỉ trích mô hình của Google và Facebook, trong đó người dùng được xác định là sản phẩm và hàng hóa, dữ liệu của họ được bán cho marketing revenue (tiếp thị doanh thu). Mạng xã hội hoạt động theo mô hình kinh doanh tự trị, trong đó các thành viên của mạng xã hội đóng vai trò kép là cả nhà cung cấp và người tiêu dùng nội dung. Điều này trái ngược với một mô hình kinh doanh truyền thống, nơi các nhà cung cấp và người tiêu dùng là các đại lý riêng biệt. Doanh thu đạt được trong mô hình kinh doanh tự trị đến từ quảng cáo, tuy nhiên doanh thu cũng có thể đến từ người đăng ký (subscription-based revenue)  khi mức độ thành viên và nội dung đủ cao.

### Sự tác động của xã hội
Mọi người sử dụng các trang mạng xã hội để gặp gỡ bạn mới, tìm kiếm bạn cũ hoặc xác định những người gặp cùng vấn đề với họ hay có chung sở thích, được gọi là niche networking.
Ngày càng có nhiều mối quan hệ và tình bạn được hình thành trên nền tảng trực tuyến và sau đó dẫn đến các buổi gặp gỡ trực tiếp. Nhà tâm lý học và giáo sư Erich H. Witte của Đại học Hamburg phát biểu rằng các mối quan hệ bắt đầu trực tuyến có nhiều khả năng thành công hơn.

### Cơ hội trong kinh doanh và marketing
Marketing trên các dịch vụ mạng xã hội có thể đem lại rất nhiều cơ hội thuận lợi cho các doanh nghiệp. Mạng xã hội, nếu được tiếp cận một cách đúng đắn, có thể giúp doanh nghiệp tìm kiếm tài năng, xây dựng nhận thức về thương hiệu, tìm kiếm khách hàng mới và nghiên cứu thị trường.

#### Nghiên cứu thị trường
Các doanh nghiệp không thể bỏ qua lưu lượng truy cập khổng lồ được tạo ra bởi mạng xã hội. Trước đây, các dịch vụ mạng xã hội thường thu hút đối tượng người trẻ nhiều hơn và được tạo ra chủ yếu để kết bạn, giữ liên lạc. Tuy nhiên hiện nay chúng còn hướng đến các nhóm nhân khẩu học và phục vụ nhiều nhu cầu khác, chẳng hạn như mạng xã hội tìm kiếm cơ hội nghề nghiệp, mạng xã hội phục vụ nhu cầu mua sắm hay các hội nhóm nhân viên công ty,... Các doanh nghiệp có thể thu thập phản hồi của người tiêu dùng, thiết lập sự hiện diện thương hiệu hoặc có thể chỉ cần quan sát cách mà thương hiệu của họ đang được thảo luận và nhìn nhận. Hơn nữa, mạng xã hội mang lại khả năng phát triển mối quan hệ tin cậy với khách hàng bằng cách tương tác trực tiếp thông qua các tính năng Web 2.0, giải quyết các nhu cầu và mối quan tâm của họ hoặc thậm chí tiến hành nghiên cứu thị trường. Ưu điểm chính của việc hiện diện trên mạng xã hội là lượng thông tin mà tổ chức có thể có được về cơ sở khách hàng của mình, liên quan đến tất cả các xu hướng, bao gồm ý tưởng phát triển sản phẩm, phân khúc khách hàng, phản hồi và sự trung thành của khách hàng v.v.

#### Kênh Marketing mới
Doanh nghiệp phải tiếp cận và khai thác các mạng xã hội như cách mà họ đang tiếp cận các công cụ tìm kiếm, trang web đánh giá hay trang web so sánh giá cả vì đây là nơi cung cấp nhiều nguồn thông tin truyền miệng về thương hiệu và sản phẩm. Web 2.0 là một kênh marketing cần được tích hợp cùng với các kênh marketing truyền thống khác và nên được coi là một phần của marketing mix. Phương tiện truyền thông mới không phải là sự thay thế cho các công cụ tiếp thị truyền thống như báo địa phương, TV hay đài phát thanh, mà là một công cụ khác có khả năng tiếp cận cộng đồng sử dụng phương tiện truyền thông điện tử.

#### Các mối quan hệ
Cơ sở dữ liệu mạng xã hội cung cấp cho doanh nghiệp cơ hội khai thác thông tin và các danh mục liên hệ trên mạng xã hội. Hơn nữa, đây còn có thể là nơi tuyệt vời để tìm kiếm nhà cung cấp hoặc nhân viên tiềm năng, ví dụ: các trang web như LinkedIn, nơi mọi người tụ tập để trao đổi thông tin về chuyên môn nghề nghiệp.

#### Nhận thức cộng đồng
Có nhiều cách mà marketing trên mạng xã hội có thể đem lại thuận lợi trong kinh doanh. Mặc dù một số doanh nghiệp có thể thấy không cần thiết phải đặt mình trên các trang mạng xã hội, nhưng đó vẫn là một cách tốt để quảng cáo sản phẩm/dịch vụ của họ và để biết người tiêu dùng nghĩ gì và muốn gì. Marketing mạng xã hội có thể đóng một vai trò rất quan trọng khi nói đến thành công trực tuyến của một doanh nghiệp, nó cho phép doanh nghiệp kết nối với công chúng và xây dựng thương hiệu của họ.

#### Sự tham gia, gắn kết
Có một xu hướng gần đây của các doanh nghiệp là thuê người làm nhiệm vụ duy nhất là quản lý giao diện trên mạng xã hội của tổ chức và giao tiếp, tương tác với người dùng và cộng đồng. Tham gia vào các mạng xã hội cũng có nghĩa là bảo vệ tên thương hiệu cho doanh nghiệp, để không bên thứ ba nào có thể sử dụng nó. Hơn nữa, với sự phát triển ngày càng lớn của các dịch vụ mạng xã hội, sự hiện diện trực tuyến phải được nhìn nhận như một cơ hội để mở rộng kinh doanh bằng cách quảng bá sản phẩm và dịch vụ thay vì chỉ là sự tương tác với người tiêu dùng.

## Vấn đề

### Bảo mật
Mối quan tâm về quyền riêng tư khi sử dụng các dịch vụ mạng xã hội đã làm gia tăng mối lo ngại của người dùng về vấn đề bảo mật thông tin cá nhân. Người dùng các dịch vụ này cũng cần phải quan tâm đến hành vi đánh cắp dữ liệu hoặc Virus (máy tính). Bên cạnh đó, có một vấn đề liên quan đến việc kiểm soát dữ liệu chính là các thông thông tin được thay đổi hay xóa bỏ bởi người dùng, trên thực tế, có thể bị giữ lại và chuyển cho bên thứ ba.
Quyền riêng tư trên các trang mạng xã hội có thể bị xâm phạm bởi nhiều yếu tố. Ví dụ: người dùng có thể bị tiết lộ dữ liệu cá nhân khi các trang web không đảm bảo bảo vệ quyền riêng tư của người dùng và các bên thứ ba có thể thường xuyên sử dụng thông tin được đăng trên mạng xã hội cho nhiều mục đích khác nhau.
Một cuộc tranh luận nổ ra về việc thiết kế các hệ thống thuật toán để nhắm đến các đối tượng mục tiêu cụ thể trên các trang mạng xã hội. Facebook cung cấp nhiều hình thức tiếp thị trực tuyến để các nhà quảng cáo có thể tiếp cận đối tượng mục tiêu của họ. Ví dụ: những quảng cáo này có thể xuất hiện dưới dạng bài đăng quảng cáo được đề xuất trên News Feed. Các doanh nghiệp có thể tạo một trang web về công ty của họ để đăng thông tin liên quan, chương trình khuyến mãi và thông tin liên hệ, điều này giúp họ có thể tiếp cận trực tiếp đối tượng mục tiêu. Tuy nhiên, người dùng cho rằng, điều này đang xâm phạm đến quyền riêng tư và bảo mật thông tin của họ.

### Thư rác (Spamming)
Hành động gửi thư rác trên mạng xã hội trực tuyến khá phổ biến. Nguyên nhân chính xuất phát từ việc các nhà quảng cáo muốn thương hiệu của họ được nhìn thấy và thường công khai thương hiệu qua mạng xã hội. Cách phát hiện hoạt động gửi thư rác đã được nghiên cứu và phát triển thành một mô hình bán tự động để phát hiện các thư rác. Chẳng hạn, các kỹ thuật phân tích văn bản được áp dụng để phát hiện hoạt động gửi thư rác mà làm giảm lượng người xem và làm giảm uy tín (hoặc độ tin cậy) của các trang công cộng trên Facebook. Trong một số mạng xã hội trực tuyến như Twitter, người dùng đã phát triển các cơ chế để báo cáo những kẻ gửi thư rác.

### Khai phá dữ liệu (Data mining)
Thông qua việc khai phá dữ liệu, các công ty có thể cải thiện doanh số và lợi nhuận của họ. Với các dữ liệu thu được, các công ty có thể tạo lập hồ sơ khách hàng với những thông tin về nhân khẩu học và hành vi trực tuyến của họ. Một chiến lược gần đây là mua và sản xuất "phần mềm phân tích mạng" (Social Network Analysis- SNA). Phần mềm này có thể chọn lọc thông tin thông qua luồng dữ liệu mạng xã hội cho bất kỳ công ty cụ thể nào. Facebook đã trở nên đặc biệt quan trọng đối với các chiến lược gia tiếp thị. Chương trình "Quảng cáo xã hội" (Social Ads) gây tranh cãi của Facebook cho phép các công ty truy cập vào hàng triệu hồ sơ để điều chỉnh quảng cáo của họ theo sở thích và những điều người dùng Facebook quan tâm. Tuy nhiên, thay vì bán thông tin người dùng thực tế, Facebook bán "các hành vi xã hội" được theo dõi. Facebook theo dõi các trang web mà người dùng sử dụng bên ngoài Facebook thông qua một phần mềm có tên là Facebook Beacon.

### Ảnh hưởng đến vấn đề việc làm
Các trang mạng xã hội đã tạo ra các vấn đề trong việc tuyển dụng và thất nghiệp vì các vấn đề khi để lộ nội dung không phù hợp, đăng ảnh về các tình huống mất mặt hoặc đăng các bình luận xúc phạm (ví dụ như bình luận phân biệt chủng tộc, kỳ thị hoặc phỉ báng) hoặc thậm chí là ý kiến chính trị trái ngược với ý kiến của nhà tuyển dụng. Nhiều người sử dụng các trang mạng xã hội để bày tỏ ý kiến cá nhân về các sự kiện hiện tại và các tin tức với bạn bè của họ. Nếu ứng viên tiềm năng bày tỏ ý kiến cá nhân về các vấn đề chính trị hoặc đăng các bài đăng trực tuyến có thể gây mất mặt công khai trên nền tảng mạng xã hội, nhà tuyển dụng có thể truy cập hồ sơ của ứng viên và đánh giá họ dựa trên hành vi xã hội hoặc quan điểm chính trị của họ. Điều này cho thấy những ảnh hưởng mà mạng xã hội đã có đối với cuộc sống của mọi người. Đã có nhiều trường hợp nhân viên mất việc vì ý kiến của họ gây nên ảnh hưởng tiêu cực đến công ty. Vào tháng 9 năm 2013, một người phụ nữ đã bị sa thải trên Facebook vì cô ấy đã đăng thông tin gây tiêu cực đến công ty của mình nói rằng các khách hàng quân sự không nên nhận được sự đối xử hay giảm giá đặc biệt. Một người quản lý của công ty đã nhìn thấy ý kiến của cô ấy trên mạng, không đồng ý với nó và sa thải cô ấy vì nó đi ngược lại tuyên bố sứ mệnh của công ty. Không chỉ có nhân viên ở Hoa Kỳ mất việc, mà nó đã xảy ra với những người dùng mạng xã hội trên thế giới. Vào tháng 4 năm 2011, nhân viên của tập đoàn Lloyd tại Vương quốc Anh đã bị sa thải vì đã viết một bài châm biếm về mức lương cao hơn của sếp của cô ấy.
Những trường hợp như thế này đã tạo nên những ý kiến xoay quanh vấn đề liệu các công ty có quyền xem xét hồ sơ mạng xã hội của nhân viên hay không. Vào tháng 3 năm 2012, Facebook đã quyết định họ có thể có hành động pháp lý đối với các nhà tuyển dụng truy cập vào hồ sơ của nhân viên thông qua mật khẩu của họ. Theo Giám đốc chính sách bảo mật của Facebook, Erin Egan, công ty đã làm việc chăm chỉ để cung cấp cho người dùng các công cụ để kiểm soát ai xem thông tin của họ. Ông cũng cho biết người dùng không nên bị buộc phải chia sẻ thông tin riêng tư chỉ để có được một công việc. Nhân viên vẫn có thể cung cấp thông tin mật khẩu của họ để nhận việc, nhưng theo Erin Egan, Facebook sẽ tiếp tục làm phần việc của mình để bảo vệ quyền riêng tư và bảo mật của người dùng.

### Truy cập trái phép
Có nhiều hình thức khác nhau khiến dữ liệu người dùng trong các trang mạng xã hội bị truy cập và cập nhật mà không có sự cho phép của họ. Một nghiên cứu  nhấn mạnh rằng các sự cố phổ biến nhất về truy cập trái phép bao gồm các bình luận không phù hợp được đăng trên các trang mạng xã hội (43%),tin nhắn được gửi đến các địa chỉ liên lạc mà chưa có sự cho phép (25%) và thay đổi thông tin cá nhân (24%). Hầu hết các sự cố  xảy ra do bạn bè của nạn nhân (36%) hoặc đối tác (21%) và một phần mười nạn nhân nói rằng đối tác cũ của họ đã đăng nhập vào tài khoản của họ mà không có sự đồng ý trước. Cuộc khảo sát cho thấy có 60 triệu tài khoản mạng xã hội trực tuyến đã bị truy cập trái phép trong năm 2011.

## Ứng dụng trong các lĩnh vực

### Ứng dụng trong chính phủ
Mạng xã hội gần đây đang được sử dụng bởi các cơ quan chính phủ khác nhau. Các công cụ mạng xã hội là một cách nhanh chóng và dễ dàng để chính phủ nhận được đề xuất của công chúng và để công chúng cập nhật các hoạt động của chính phủ, tuy nhiên, điều này đi kèm với một rủi ro lạm dụng đáng kể, ví dụ, nuôi dưỡng văn hóa sợ hãi (culture of fear) đã nêu trong Nineteen Eighty-Four hoặc THX-11.
Trung tâm kiểm soát dịch bệnh (Centers for Disease Control) đã chứng minh tầm quan trọng của việc tiêm phòng trên trang web trẻ em nổi tiếng Whyville và Cơ quan quản lý khí quyển và đại dương quốc gia (National Oceanic and Atmospheric Administration) có một hòn đảo ảo trên  Second Life nơi mọi người có thể khám phá hang động hoặc khám phá tác động của sự nóng lên toàn cầu. Tương tự như vậy, NASA đã tận dụng một số công cụ mạng xã hội, bao gồm Twitter và Flickr. NASA đang tận dụng tất cả lợi ích chúng. NASA đang sử dụng các công cụ như vậy để hỗ trợ Đánh giá của Ủy ban Kế hoạch Chuyến bay Không gian của Hoa Kỳ (Review of U.S. Human Space Flight Plans Committee), với mục tiêu là đảm bảo quốc gia đang trên con đường mạnh mẽ và bền vững để đạt được khát vọng táo bạo nhất trong không gian

### Ứng dụng trong kinh doanh
Việc sử dụng các dịch vụ mạng xã hội trong bối cảnh kinh doanh cho thấy tiềm năng có tác động lớn đến thế giới kinh doanh và công việc (Fraser & Dutta 2008). Mạng xã hội kết nối mọi người với chi phí thấp; điều này có thể có lợi cho các doanh nghiệp lớn và nhỏ muốn mở rộng cơ sở liên hệ của họ. Các mạng lưới này thường hoạt động như một công cụ quản lý quan hệ khách hàng cho các công ty bán sản phẩm và dịch vụ. Các công ty cũng có thể sử dụng các mạng xã hội để quảng cáo dưới dạng biểu ngữ và quảng cáo văn bản. Vì các doanh nghiệp hoạt động trên toàn cầu, các mạng xã hội có thể giúp họ dễ dàng giữ liên lạc với các liên hệ trên toàn thế giới. Các ứng dụng mạng xã hội được mở rộng đối với các doanh nghiệp và các thương hiệu đang tạo ra các trang mạng có chức năng của riêng họ, một lĩnh vực riêng được gọi là mạng thương hiệu (brand networking). Ý tưởng này là một thương hiệu có thể xây dựng mối quan hệ người tiêu dùng của mình bằng cách kết nối người tiêu dùng của họ với hình ảnh thương hiệu trên nền tảng mà  cung cấp cho họ những nội dung liên quan, các yếu tố tham gia và hệ thống xếp hạng hoặc điểm số. Mạng lưới thương hiệu là một cách mới để tận dụng các xu hướng xã hội như một công cụ tiếp thị. Sức mạnh của các mạng xã hội đang bắt đầu thấm vào văn hóa nội bộ của các doanh nghiệp nơi họ đang tìm cách sử dụng để cộng tác, chia sẻ tệp (file sharing) và chuyển giao kiến thức (knowledge transfer). Thuật ngữ "phần mềm xã hội doanh nghiệp" (enterprise social software) đang ngày càng trở nên phổ biến đối với các loại ứng dụng này.

### Ứng dụng trong giáo dục
Hiệp hội hội đồng trường quốc gia báo cáo rằng gần 60% sinh viên sử dụng mạng xã hội nói về các chủ đề giáo dục trực tuyến và hơn 50% nói cụ thể về việc học. Tuy nhiên, đại đa số các khu học có các quy tắc nghiêm ngặt chống lại gần như tất cả các hình thức mạng xã hội trong ngày đi học mặc dù học sinh và phụ huynh báo cáo một số hành vi vấn đề trực tuyến. Mạng xã hội tập trung vào việc hỗ trợ mối quan hệ giữa giáo viên và học sinh của họ hiện được sử dụng để học tập, phát triển chuyên môn giáo dục và chia sẻ nội dung. HASTAC là một không gian mạng xã hội hợp tác cho các chế độ học tập và nghiên cứu mới trong giáo dục đại học, K-12 và học tập suốt đời; hỗ trợ giáo viên như Ning; TermWiki, TeachStreet và các trang web khác đang được xây dựng để thúc đẩy các mối quan hệ bao gồm blog giáo dục, danh mục đầu tư, cộng đồng chính thức và quảng cáo, cũng như giao tiếp như trò chuyện, chủ đề thảo luận và diễn đàn đồng bộ. Các trang web này cũng có tính năng chia sẻ nội dung và xếp hạng. Mạng xã hội cũng đang nổi lên như các niên giám trực tuyến, cả công khai và riêng tư. Một dịch vụ như vậy là MyYearbook, cho phép mọi người từ công chúng đăng ký và kết nối.

### Ứng dụng trong lĩnh vực xã hội và chính trị
Các trang mạng xã hội gần đây đã cho thấy một giá trị trong các phong trào chính trị – xã hội. Trong cuộc cách mạng Ai Cập, cả Facebook và Twitter đều đóng vai trò chủ chốt trong giữ mọi người kết nối với cuộc nổi dậy. Các nhà hoạt động xã hội Ai Cập đã tin tưởng các trang mạng xã hội với việc cung cấp một nền tảng để lên kế hoạch phản đối và chia sẻ tin tức từ Quảng trường Tahrir trong thời gian thực. Bằng cách giới thiệu một nền tảng cho hàng ngàn người chia sẻ tức thời các video về các sự kiện chủ yếu có tính tàn bạo, mạng xã hội có thể là một công cụ quan trọng trong các cuộc cách mạng. Mặt khác, các mạng xã hội cho phép các cơ quan chính phủ dễ dàng xác định và đàn áp, phản đối. Một điều khác mà truyền thông xã hội giúp đỡ trong các ứng dụng chính trị là khiến các thế hệ trẻ tham gia vào chính trị và các vấn đề chính trị đang diễn ra.
Vào năm 2007, khi Obama lần đầu tiên tuyên bố ứng cử, không có thứ gọi là iPhone hay Twitter. Tuy nhiên, một năm sau, Obama đã gửi lời nhắc bỏ phiếu tới hàng ngàn người thông qua Twitter, cho thấy phương tiện truyền thông xã hội di chuyển nhanh như thế nào. Chiến dịch của Obama cần thiết để thành công trong việc kết hợp phương tiện truyền thông xã hội, vì phương tiện truyền thông xã hội hoạt động tốt nhất và hiệu quả nhất trong thời gian thực.
Thật thú vị khi thấy tầm ảnh hưởng của truyền thông xã hội sẽ mạnh mẽ như thế nào sau các chiến dịch năm 2008, trong đó chiến dịch giành chiến thắng của Obama đã nặng về truyền thông xã hội, trong khi chiến dịch của McCain không thực sự nắm bắt truyền thông xã hội. JFK là tổng thống đầu tiên thực sự hiểu về truyền hình và tương tự, Obama là tổng thống đầu tiên hiểu đầy đủ sức mạnh của phương tiện truyền thông xã hội. Obama đã công nhận phương tiện truyền thông xã hội là về việc tạo ra các mối quan hệ và kết nối và do đó sử dụng phương tiện truyền thông xã hội để tạo lợi thế cho các chiến dịch bầu cử tổng thống, trong đó Obama đã thống trị các đối thủ của mình về không gian truyền thông xã hội.

## Những dịch vụ mạng xã hội lớn trên thế giới
Sau đây là danh sách các dịch vụ mạng xã hội lớn nhất, dựa theo số lượng người dùng hoạt động, tính đến tháng 4 năm 2020, do Statista công bố (số liệu cho Douban và Linkedln là từ tháng 10 năm 2019)
| Tên                | Số thành viên (triệu người) |
| ------------------ | --------------------------- |
| Facebook           | 2.498                       |
| YouTube            | 2.000                       |
| WhatsApp           | 2.000                       |
| Facebook Messenger | 1.300                       |
| WeChat             | 1.165                       |
| Instagram          | 1.000                       |
| TikTok             | 800                         |
| QQ                 | 731                         |
| QZone              | 517                         |
| Sina Weibo         | 516                         |
| Reddit             | 430                         |
| Kuaishou           | 400                         |
| Snapchat           | 398                         |
| Twitter            | 386                         |
| Pinterest          | 366                         |
| Douban             | 320                         |
| Linkedln           | 310                         |